# Манрике де Лара
Дом де Лара (Casa de Lara) — один из знатнейших родов Кастильского королевства. Его происхождение теряется во мгле веков. Семейное предание называет родоначальником сеньоров Лара одного из сыновей Гарсии Фернандеса Кастильского.

## Средневековые Лара
Педро Гонсалес де Лара в 1113 году поддержал мать своих детей, королеву Урраку, в войне с Альфонсо I. Его брат Родриго Гонсалес де Лара также бунтовал против королевской власти, но во время вторжения Альморавидов выступил на стороне короля.
Во время малолетства Альфонса VIII пост регента оспаривали Перес Манрике де Лара и Нуньо Перес де Лара.
Альвар Нунес де Лара занимал место регента при Энрике I.
Нуно Гонсалес де Лара в 1270 году возглавил мятеж феодальной знати.
Хуан Нуньес де Лара пытался воспрепятствовать вступлению на престол Санчо IV, но, потерпев поражение, бежал во Францию.
Хуан Нунес де Лара руководил выступлениями знати против Альфонсо XI.
Дольше других просуществовала ветвь Манрике де Лара. Её родоначальником был Манрике Перес де Лара (ум. 1164), женатый на Эрмессинде, сестре Эрменгарды, которая правила Нарбонной с 1134 по 1192 годы. Эрменгарда назвала своим наследником сына Эрмессинды — Эмери Манрике де Лара, который в 1172 году принял титул герцога Нарбоннского. 
После Эмери в Нарбонне на протяжении нескольких столетий правили потомки его брата Педро от брака с Санчей Гарсиас, дочерью Гарсии IV и правнучкой Эль-Сида. Последний правитель Нарбонны из дома де Лара, Гийом II, умер в 1424 году.

## На службе династии Трастамара
В правление Педро Жестокого за поддержку будущего Энрике II семейство Лара лишилось своих владений в Кастилии. После вступления на престол династии Трастамара конфискованные поместья были возвращены. 

У внебрачного сына первого короля этой династии была дочь Леонора Кастильская, которая была выдана замуж за Педро Манрике де Лара, сеньора де Тревиньо. От их первенца происходят графы Тревиньо, от второго сына — графы Паредес-де-Нава (и в их числе поэты Гомес и Хорхе Манрике), от третьего — сеньоры Вальд-Эскарай. 
Во время войны за кастильское наследство все члены рода Манрикесов выступили с оружием на стороне Изабеллы. В благодарность за это в 1482 году глава рода, 3-й граф Тревиньо, был пожалован титулом герцога Нахера. Глава младшей линии, граф Кастаньеда, удостоился титула маркиза Агилар-де-Кампоо. Последний герцог Нахера из рода Манрикесов умер в 1600 году, последний маркиз Агилар — в 1746 году. Вместе с ними угасли две основные линии рода Лара.

## Герцоги Нахера
Из герцогов Нахера наиболее примечателен Антонио Манрике де Лара, 2-й герцог (ум. 1535), который в 1516 году был направлен управлять аннексированной за пару лет до этого Наваррой, но сумел восстановить против себя местных жителей до такой степени, что они с готовностью взяли сторону Андре де Фуа, как только его армия перешла Пиренеи.
Следующий герцог Нахера был женат на последней графине Валенсия-де-Дон-Хуан из младшей линии того дома, к которому принадлежали Пачеко и Тельес-Хироны. 4-й герцог Нахера не имел мужского потомства от брака с сестрой 1-го герцога Осуна. Его дочь Луиза в 1580 году вступила в брак с Бернардино де Карденасом, герцогом Македа. Титул герцога Нахера перешёл по наследству к их потомкам.